# ピアトラ・ネアムツ
ピアトラ・ネアムツ （ルーマニア語: Piatra Neamţ, ルーマニア語発音: [/'pja.tra 'něamʦ/], ドイツ語: Kreuzburg an der Bistritz, ハンガリー語: Karácsonkő）は、ルーマニア、モルダヴィア地方の都市。ネアムツ県の県都。

## 由来
ピアトラ（piatra）とはルーマニア語で岩を意味し、これまでの歴史で地名の一部となってきた。別の呼び方として、ピアトラ・ルイ・クラチウン（Piatra lui Crăciun、クリスマスの岩）、中世にはトゥルグ・ピアトラ（Târgu Piatra、市場の岩）または単に Piatra とされた。後に、同名の他県の町と区別するため、ドイツを意味する「Neamț」を付け加え、Piatra Neamţとなった。

## 地理

地図

ピアトラ・ネアムツはビストリツァ川谷にあり、周囲を山で囲まれている。ピエトリチカ山（590m）、コズラ山（679m）、チェルネグラ山（852m）、ブトカ・ドアムネイ山（462m）、クルロマン山（617m）があり、これらの平均標高は345mである。
ピアトラ・ネアムツは首都ブカレストの北350kmにある。最寄りの空港はバカウ国際空港で、市の南60kmにある。市は鉄道でブカレストとヤシとつながり、国道DN15によってバカウ、ヤシ、スチャヴァ、トゥルグ・ムレシュとつながっている。
市内にはイタリア総領事館がある。

## 歴史

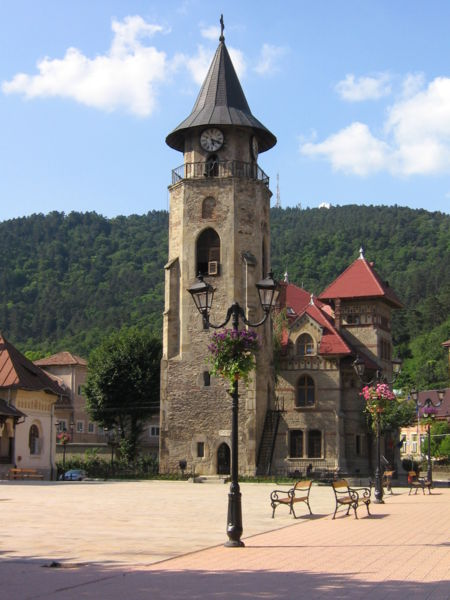
市のランドマーク、シュテファン公の塔

ピアトラ・ネアムツ周辺は、ルーマニア国内で古くから人が定住していた。現在の市の場所にある最古の人類の文明の痕跡は、およそ新石器時代に遡る。ククテニ文明がおよそ1000年間（紀元前3600年から紀元前2600年）栄え、多くの定住地がネアムツ県内につくられていた。発掘作業によって銅器時代の加工品が出土された。考古学者たちは、新石器時代から青銅器時代（およそ紀元前1900年から紀元前1700年）に遡る出土品も発掘してきた。
市郊外の発掘で、広大なダキア人都市ペトロダヴァの遺跡が明らかになった。この都市は、ギリシャ人地理学者プトレマイオスが記載していたものである。全体の地域は紀元前1世紀から紀元1世紀の間のものである。ブトカ・ドアムネイにある要塞で目立つものには、オラシュチエ山脈のダキア人の要塞群と同一視される、似た神殿が含まれる。地元の指導者の存在では、歴史家たちはペトロダヴァを政治中心地としたディコメス王国の検証を推測する傾向にある。モルダヴィア、ワラキアと無比の要塞複合建造物は、ダキア王ブレビスタ時代、その後のデケバルス王に政治・軍事両方の中心であった証拠であるとする。市場の町として15世紀に初めて歴史に登場したとき、町はピアトラ・ルイ・クラチウン (Piatra lui Crăciun) またはカメナ (Camena) と呼ばれていた。
最初の都市型定住地は14世紀のモルダヴィア公ペトル1世時代に現れ、ピアトラの他にロマン、ネアムツがあった。ネアムツ要塞は1395年2月2日に遡る証拠がある。当時はカルパチア山脈東のモルダヴィア公国の強化時代にあたる。モルダヴィア公の宮廷が置かれたピアトラ・ネアムツは、1491年4月10日の記録に初めて現れた。シュテファン3世時代の1468年から1475年にでき、公の大聖堂は1497年から1498年にかけ建てられた。

## 経済
市の工場には、化学肥料工場、パルプ工場、食品加工工場がある。他に農業機械、薬品、製紙の各工場がある。
市の主要工業団地は11km南のサヴィネシュティにある。共産主義政権時代、サヴィネシュティには国内有数の化学工場と研究所があった。

## 姉妹都市
| - ロード, イスラエル - ベルガマ, トルコ - アルファレッタ, 米国 - ロアンヌ, フランス | - Orhei, モルドバ - קריה מלאכית, イスラエル - ベイナスコ, イタリア - Riorges, フランス | - Глибока, ウクライナ - マラガ, スペイン - Mably, フランス - Villerest, フランス |